# Tour d'Italie 1925
La 13e édition du Tour d'Italie s'est élancée de Milan le 16 mai 1925 et est arrivée à Milan le 7 juin. Long de 3 520 km, ce Giro a été remporté par l'Italien Alfredo Binda.

## Équipes participantes
- Aliprandi
- Legnano
- Wolsit
- Indépendant

## Classement général
| Classement général final |                   |
| --- | ----------------- |
| \| 1. Alfredo Binda \| 137 h 31 min 13 s \| \| 2. Costante Girardengo \| à 4 min 58 s \| \| 3. Giovanni Brunero \| à 7 min 22 s \| \| 4. Gaetano Belloni \| à 26 min 29 s \| \| 5. Nello Ciaccheri \| à 37 min 57 s \| \| 6. Ermanno Vallazza \| à 1 h 00 min 27 s \| \| 7. Pierino Bestetti \| à 1 h 15 min 10 s \| \| 8. Gianbattista Gilli \| à 1 h 25 min 18 s \| \| 9. Giovanni Trentarossi \| à 1 h 40 min 45 s \| \| 10. Pasquale Di Pietro \| à 2 h 31 min 23 s \| \| 126 partants, 39 arrivés \| \| |                   |
| 1. Alfredo Binda | 137 h 31 min 13 s |
| 2. Costante Girardengo | à 4 min 58 s      |
| 3. Giovanni Brunero | à 7 min 22 s      |
| 4. Gaetano Belloni | à 26 min 29 s     |
| 5. Nello Ciaccheri | à 37 min 57 s     |
| 6. Ermanno Vallazza | à 1 h 00 min 27 s |
| 7. Pierino Bestetti | à 1 h 15 min 10 s |
| 8. Gianbattista Gilli | à 1 h 25 min 18 s |
| 9. Giovanni Trentarossi | à 1 h 40 min 45 s |
| 10. Pasquale Di Pietro | à 2 h 31 min 23 s |
| 126 partants, 39 arrivés |                   |

## Étapes
| Étape     | Date     | Villes étapes       | km  | Vainqueur d'étape   | Leader du classement général |
| 1re étape | 16 mai   | Milan – Turin       | 278 | Pietro Linari       | Pietro Linari                |
| 2e étape  | 18 mai   | Turin - Arenzano    | 279 | Costante Girardengo | Costante Girardengo          |
| 3e étape  | 20 mai   | Arenzano - Pise     | 315 | Pierino Bestetti    | Costante Girardengo          |
| 4e étape  | 22 mai   | Pise - Rome         | 337 | Costante Girardengo | Costante Girardengo          |
| 5e étape  | 24 mai   | Rome - Naples       | 260 | Gaetano Belloni     | Alfredo Binda                |
| 6e étape  | 26 mai   | Naples - Bari       | 314 | Alfredo Binda       | Alfredo Binda                |
| 7e étape  | 28 mai   | Bari - Benevento    | 234 | Costante Girardengo | Alfredo Binda                |
| 8e étape  | 30 mai   | Benevento - Sulmona | 275 | Giovanni Brunero    | Alfredo Binda                |
| 9e étape  | 1er juin | Sulmona - Arezzo    | 376 | Costante Girardengo | Alfredo Binda                |
| 10e étape | 3 juin   | Arezzo - Forlì      | 224 | Costante Girardengo | Alfredo Binda                |
| 11e étape | 5 juin   | Forlì - Vérone      | 318 | Costante Girardengo | Alfredo Binda                |
| 12e étape | 7 juin   | Vérone - Milan      | 307 | Gaetano Belloni     | Alfredo Binda                |

## Sources
- (nl) Cet article est partiellement ou en totalité issu de l’article de Wikipédia en néerlandais intitulé « Ronde van Italië 1925 » (voir la liste des auteurs).